# Nedre Snäcksjön
Nedre Snäcksjön är en sjö i Kungälvs kommun i Bohuslän och ingår i Göta älv-Bäveåns kustområde. Nedre Snäcksjön ligger i Svartedalen Natura 2000-område. Sjön är 4,2 meter djup, har en yta på 0,0041 kvadratkilometer och befinner sig 125 meter över havet.